# 12195 Johndavidniemann
12195 Johndavidniemann eller 1979 MM4 är en asteroid i huvudbältet som upptäcktes den 25 juni 1979 av de båda amerikanska astronomerna Eleanor F. Helin och Schelte J. Bus vid Palomarobservatoriet. Den är uppkallad efter John David Niemann.
Asteroiden har en diameter på ungefär 4 kilometer.